# Ninox fusca
El nínox de Timor (Ninox fusca)  es una especie de ave strigiforme de la familia Strigidae endémica de las islas de Timor, Roma, Leti y Semau en las islas menores de la Sonda, al este de Indonesia.

## Taxonomía
Fue descrito por el ornitólogo francés Louis Jean Pierre Vieillot en 1817 como Strix fusca. El ornitólogo austriaco Carl Eduard Hellmayr notó que se parecía mucho al nínox australiano y concluyó que probablemente era una subespecie de este último, y Mayr lo clasificó como una subespecie en 1943. El análisis genético y de las llamadas muestra que es marcadamente divergente a las poblaciones australianas, lo que llevó a Gwee y a sus colegas a sugerir que se reclasificara como especie separada. Sus llamadas son más cortas y más frecuentes que el nínox australiano y fue reclasificado como especie distinta en 2019.